# Campeonato Ecuatoriano de Fútbol 2008
El Campeonato Ecuatoriano de Fútbol 2008 de la Serie A, también llamado comercialmente como «Copa Pilsener 2008», fue organizado por la Federación Ecuatoriana de Fútbol. Comenzó el 8 de febrero de 2008 y terminó el 7 de diciembre de ese mismo año. El sistema consistió en partidos de ida y vuelta de todos contra todos en una primera etapa, dos hexagonales para la segunda y una liguilla final con seis equipos.
Al final de la Primera etapa el primer equipo clasificó para la Copa Sudamericana junto al ganador del Campeonato 2007,  obteniendo 3 puntos de bonificación para la Liguilla Final. Así mismo, los equipos que quedaron en segundo, tercer y cuarto lugar clasificaron a la parte final del campeonato con 2, 1 y 0 puntos respectivamente.
Después de la Primera etapa, comenzó de nuevo el campeonato como se especifica en párrafos anteriores. Los equipos que ocuparon la primera casilla de cada grupo obtuvieron un punto de bonificación y la calificación para la Liguilla Final.
El campeón fue el Deportivo Quito y el subcampeón fue Liga de Quito, Deportivo Cuenca y El Nacional ocuparon el 3.º y 4.º lugar, respectivamente, en  la Liguilla Final. Los equipos mencionados se clasificaron a la Copa Libertadores 2009, y debido al título logrado por Liga de Quito en la Copa Libertadores 2008, Ecuador recibió un cupo extra y por esa razón tuvo 4 representantes en la edición de 2009.
Los equipos que descendieron a la Serie B fueron la Universidad Católica y Deportivo Azogues luego de quedar penúltimo y último respectivamente en la Tabla Acumulada entre las dos primeras etapas.

## Primera Etapa

### Clasificación
| Equipo | Equipo                | Pts | PJ | PG | PE | PP | GF | GC | Dif | Bonif. |
| ------ | --------------------- | --- | -- | -- | -- | -- | -- | -- | --- | ------ |
| 1.º    | Deportivo Quito       | 45  | 22 | 13 | 6  | 3  | 39 | 18 | +21 | 3      |
| 2.º    | Liga de Quito         | 38  | 22 | 11 | 5  | 6  | 36 | 22 | +14 | 2      |
| 3.º    | Deportivo Cuenca      | 37  | 22 | 10 | 7  | 5  | 26 | 16 | +10 | 1      |
| 4.º    | El Nacional           | 37  | 22 | 10 | 7  | 5  | 30 | 21 | +9  | 0      |
| 5.º    | Barcelona             | 35  | 22 | 9  | 8  | 5  | 34 | 27 | +7  | 0      |
| 6.º    | Espoli                | 31  | 22 | 9  | 4  | 9  | 31 | 29 | +2  | 0      |
| 7.º    | Macará                | 30  | 22 | 8  | 6  | 8  | 18 | 19 | -1  | 0      |
| 8.º    | Emelec                | 29  | 22 | 7  | 8  | 7  | 23 | 28 | -5  | 0      |
| 9.º    | Técnico Universitario | 23  | 22 | 7  | 2  | 13 | 20 | 40 | -20 | 0      |
| 10.º   | Olmedo                | 18  | 22 | 3  | 9  | 10 | 15 | 27 | -12 | 0      |
| 11.º   | Universidad Católica  | 18  | 22 | 4  | 6  | 12 | 22 | 38 | -16 | 0      |
| 12.º   | Deportivo Azogues     | 17  | 22 | 3  | 8  | 11 | 22 | 31 | -9  | 0      |

### Partidos
| Fecha 1               | Fecha 1   | Fecha 1          |
| Equipo Local          | Resultado | Equipo Visitante |
| --------------------- | --------- | ---------------- |
| Universidad Católica  | 0 - 2     | Olmedo           |
| Técnico Universitario | 2 - 3     | Barcelona        |
| Liga de Quito         | 1 - 0     | Deportivo Cuenca |
| Emelec                | 3 - 0     | Macará           |
| Deportivo Quito       | 0 - 0     | El Nacional      |
| Deportivo Azogues     | 1 - 0     | Espoli           |

| Fecha 2          | Fecha 2   | Fecha 2               |
| Equipo Local     | Resultado | Equipo Visitante      |
| ---------------- | --------- | --------------------- |
| Barcelona        | 1 - 0     | Universidad Católica  |
| Olmedo           | 0 - 0     | Emelec                |
| Espoli           | 1 - 2     | Liga de Quito         |
| Deportivo Cuenca | 2 - 0     | Técnico Universitario |
| Macará           | 1 - 3     | Deportivo Quito       |
| El Nacional      | 3 - 2     | Deportivo Azogues     |

| Fecha 3               | Fecha 3   | Fecha 3          |
| Equipo Local          | Resultado | Equipo Visitante |
| --------------------- | --------- | ---------------- |
| Universidad Católica  | 0 - 3     | Emelec           |
| Técnico Universitario | 0 - 4     | Espoli           |
| Liga de Quito         | 2 - 2     | El Nacional      |
| Deportivo Azogues     | 0 - 0     | Macará           |
| Barcelona             | 2 - 2     | Deportivo Cuenca |
| Deportivo Quito       | 1 - 0     | Olmedo           |

| Fecha 4          | Fecha 4   | Fecha 4               |
| Equipo Local     | Resultado | Equipo Visitante      |
| ---------------- | --------- | --------------------- |
| Deportivo Cuenca | 2 - 1     | Universidad Católica  |
| Olmedo           | 1 - 0     | Deportivo Azogues     |
| Espoli           | 2 - 1     | Barcelona             |
| El Nacional      | 1 - 0     | Técnico Universitario |
| Macará           | 0 - 1     | Liga de Quito         |
| Emelec           | 1 - 1     | Deportivo Quito       |

| Fecha 5               | Fecha 5   | Fecha 5          |
| Equipo Local          | Resultado | Equipo Visitante |
| --------------------- | --------- | ---------------- |
| Universidad Católica  | 0 - 6     | Deportivo Quito  |
| Técnico Universitario | 1 - 0     | Macará           |
| Barcelona             | 3 - 1     | El Nacional      |
| Deportivo Cuenca      | 2 - 1     | Espoli           |
| Liga de Quito         | 3 - 1     | Olmedo           |
| Deportivo Azogues     | 0 - 0     | Emelec           |

| Fecha 6         | Fecha 6   | Fecha 6               |
| Equipo Local    | Resultado | Equipo Visitante      |
| --------------- | --------- | --------------------- |
| Espoli          | 1 - 0     | Universidad Católica  |
| Olmedo          | 0 - 0     | Técnico Universitario |
| Macará          | 1 - 0     | Barcelona             |
| El Nacional     | 1 - 0     | Deportivo Cuenca      |
| Emelec          | 2 - 1     | Liga de Quito         |
| Deportivo Quito | 3 - 2     | Deportivo Azogues     |

| Fecha 7               | Fecha 7   | Fecha 7           |
| Equipo Local          | Resultado | Equipo Visitante  |
| --------------------- | --------- | ----------------- |
| Universidad Católica  | 2 - 2     | Deportivo Azogues |
| Deportivo Cuenca      | 1 - 1     | Macará            |
| Barcelona             | 3 - 2     | Olmedo            |
| Técnico Universitario | 2 - 1     | Emelec            |
| Espoli                | 3 - 2     | El Nacional       |
| Liga de Quito         | 1 - 0     | Deportivo Quito   |

| Fecha 8           | Fecha 8   | Fecha 8               |
| Equipo Local      | Resultado | Equipo Visitante      |
| ----------------- | --------- | --------------------- |
| Emelec            | 1 - 1     | Barcelona             |
| Olmedo            | 0 - 0     | Deportivo Cuenca      |
| Macará            | 0 - 1     | Espoli                |
| El Nacional       | 1 - 1     | Universidad Católica  |
| Deportivo Azogues | 2 - 2     | Liga de Quito         |
| Deportivo Quito   | 1 - 0     | Técnico Universitario |

| Fecha 9               | Fecha 9   | Fecha 9           |
| Equipo Local          | Resultado | Equipo Visitante  |
| --------------------- | --------- | ----------------- |
| Universidad Católica  | 0 - 2     | Liga de Quito     |
| Deportivo Cuenca      | 4 - 0     | Emelec            |
| Espoli                | 2 - 2     | Olmedo            |
| El Nacional           | 0 - 0     | Macará            |
| Barcelona             | 2 - 1     | Deportivo Quito   |
| Técnico Universitario | 1 - 0     | Deportivo Azogues |

| Fecha 10          | Fecha 10  | Fecha 10              |
| Equipo Local      | Resultado | Equipo Visitante      |
| ----------------- | --------- | --------------------- |
| Emelec            | 2 - 0     | Espoli                |
| Olmedo            | 0 - 2     | El Nacional           |
| Macará            | 1 - 2     | Universidad Católica  |
| Deportivo Azogues | 1 - 1     | Barcelona             |
| Liga de Quito     | 3 - 1     | Técnico Universitario |
| Deportivo Quito   | 1 - 1     | Deportivo Cuenca      |

| Fecha 11             | Fecha 11  | Fecha 11              |
| Equipo Local         | Resultado | Equipo Visitante      |
| -------------------- | --------- | --------------------- |
| Universidad Católica | 3 - 1     | Técnico Universitario |
| El Nacional          | 3 - 0     | Emelec                |
| Espoli               | 2 - 2     | Deportivo Quito       |
| Deportivo Cuenca     | 1 - 0     | Deportivo Azogues     |
| Macará               | 0 - 0     | Olmedo                |
| Barcelona            | 1 - 1     | Liga de Quito         |

| Fecha 12              | Fecha 12  | Fecha 12             |
| Equipo Local          | Resultado | Equipo Visitante     |
| --------------------- | --------- | -------------------- |
| Técnico Universitario | 3 - 3     | Universidad Católica |
| Emelec                | 1 - 0     | El Nacional          |
| Deportivo Quito       | 3 - 0     | Espoli               |
| Deportivo Azogues     | 0 - 1     | Deportivo Cuenca     |
| Olmedo                | 0 - 1     | Macará               |
| Liga de Quito         | 1 - 0     | Barcelona            |

| Fecha 13              | Fecha 13  | Fecha 13          |
| Equipo Local          | Resultado | Equipo Visitante  |
| --------------------- | --------- | ----------------- |
| Espoli                | 6 - 2     | Emelec            |
| El Nacional           | 2 - 1     | Olmedo            |
| Universidad Católica  | 0 - 1     | Macará            |
| Barcelona             | 2 - 0     | Deportivo Azogues |
| Técnico Universitario | 2 - 1     | Liga de Quito     |
| Deportivo Cuenca      | 0 - 0     | Deportivo Quito   |

| Fecha 14          | Fecha 14  | Fecha 14              |
| Equipo Local      | Resultado | Equipo Visitante      |
| ----------------- | --------- | --------------------- |
| Liga de Quito     | 1 - 1     | Universidad Católica  |
| Emelec            | 0 - 0     | Deportivo Cuenca      |
| Olmedo            | 1 - 1     | Espoli                |
| Macará            | 0 - 0     | El Nacional           |
| Deportivo Quito   | 2 - 2     | Barcelona             |
| Deportivo Azogues | 5 - 0     | Técnico Universitario |

| Fecha 15              | Fecha 15  | Fecha 15          |
| Equipo Local          | Resultado | Equipo Visitante  |
| --------------------- | --------- | ----------------- |
| Barcelona             | 0 - 0     | Emelec            |
| Deportivo Cuenca      | 0 - 1     | Olmedo            |
| Espoli                | 0 - 2     | Macará            |
| Universidad Católica  | 0 - 0     | El Nacional       |
| Liga de Quito         | 4 - 0     | Deportivo Azogues |
| Técnico Universitario | 0 - 4     | Deportivo Quito   |

| Fecha 16          | Fecha 16  | Fecha 16              |
| Equipo Local      | Resultado | Equipo Visitante      |
| ----------------- | --------- | --------------------- |
| Deportivo Azogues | 2 - 4     | Universidad Católica  |
| Macará            | 2 - 1     | Deportivo Cuenca      |
| Olmedo            | 2 - 2     | Barcelona             |
| Emelec            | 1 - 0     | Técnico Universitario |
| El Nacional       | 2 - 0     | Espoli                |
| Deportivo Quito   | 3 - 2     | Liga de Quito         |

| Fecha 17              | Fecha 17  | Fecha 17         |
| Equipo Local          | Resultado | Equipo Visitante |
| --------------------- | --------- | ---------------- |
| Universidad Católica  | 0 - 2     | Espoli           |
| Técnico Universitario | 1 - 0     | Olmedo           |
| Barcelona             | 2 - 0     | Macará           |
| Deportivo Cuenca      | 1 - 0     | El Nacional      |
| Liga de Quito         | 2 - 0     | Emelec           |
| Deportivo Azogues     | 0 - 1     | Deportivo Quito  |

| Fecha 18        | Fecha 18  | Fecha 18              |
| Equipo Local    | Resultado | Equipo Visitante      |
| --------------- | --------- | --------------------- |
| Deportivo Quito | 2 - 1     | Universidad Católica  |
| Macará          | 1 - 0     | Técnico Universitario |
| El Nacional     | 3 - 2     | Barcelona             |
| Espoli          | 0 - 1     | Deportivo Cuenca      |
| Olmedo          | 0 - 3     | Liga de Quito         |
| Emelec          | 1 - 1     | Deportivo Azogues     |

| Fecha 19              | Fecha 19  | Fecha 19         |
| Equipo Local          | Resultado | Equipo Visitante |
| --------------------- | --------- | ---------------- |
| Universidad Católica  | 2 - 1     | Deportivo Cuenca |
| Deportivo Azogues     | 3 - 0     | Olmedo           |
| Barcelona             | 1 - 3     | Espoli           |
| Técnico Universitario | 3 - 2     | El Nacional      |
| Liga de Quito         | 1 - 1     | Macará           |
| Deportivo Quito       | 2 - 1     | Emelec           |

| Fecha 20         | Fecha 20  | Fecha 20              |
| Equipo Local     | Resultado | Equipo Visitante      |
| ---------------- | --------- | --------------------- |
| Emelec           | 2 - 1     | Universidad Católica  |
| Espoli           | 1 - 3     | Técnico Universitario |
| El Nacional      | 2 - 1     | Liga de Quito         |
| Macará           | 3 - 0     | Deportivo Azogues     |
| Deportivo Cuenca | 2 - 2     | Barcelona             |
| Olmedo           | 0 - 1     | Deportivo Quito       |

| Fecha 21              | Fecha 21  | Fecha 21         |
| Equipo Local          | Resultado | Equipo Visitante |
| --------------------- | --------- | ---------------- |
| Universidad Católica  | 0 - 1     | Barcelona        |
| Emelec                | 1 - 1     | Olmedo           |
| Liga de Quito         | 0 - 1     | Espoli           |
| Técnico Universitario | 0 - 2     | Deportivo Cuenca |
| Deportivo Quito       | 2 - 0     | Macará           |
| Deportivo Azogues     | 1 - 1     | El Nacional      |

| Fecha 22         | Fecha 22  | Fecha 22              |
| Equipo Local     | Resultado | Equipo Visitante      |
| ---------------- | --------- | --------------------- |
| Olmedo           | 1 - 1     | Universidad Católica  |
| Barcelona        | 2 - 0     | Técnico Universitario |
| Deportivo Cuenca | 2 - 1     | Liga de Quito         |
| Macará           | 3 - 1     | Emelec                |
| El Nacional      | 2 - 0     | Deportivo Quito       |
| Espoli           | 0 - 0     | Deportivo Azogues     |

## Segunda Etapa

### Clasificación Grupo A
| Equipo | Equipo            | Pts | PJ | PG | PE | PP | GF | GC | Dif | Bonif. |
| ------ | ----------------- | --- | -- | -- | -- | -- | -- | -- | --- | ------ |
| 1.º    | Barcelona         | 22  | 10 | 7  | 1  | 2  | 13 | 4  | +9  | 1      |
| 2.º    | Deportivo Quito   | 17  | 10 | 5  | 2  | 3  | 14 | 7  | +7  | 0      |
| 3.º    | Olmedo            | 17  | 10 | 5  | 2  | 3  | 15 | 9  | +6  | 0      |
| 4.º    | El Nacional       | 13  | 10 | 4  | 1  | 5  | 7  | 11 | -4  | 0      |
| 5.º    | Emelec            | 13  | 10 | 4  | 1  | 5  | 7  | 15 | -8  | 0      |
| 6.º    | Deportivo Azogues | 4   | 10 | 1  | 1  | 8  | 7  | 17 | -10 | 0      |

### Partidos
| Fecha 1         | Fecha 1   | Fecha 1           |
| Equipo Local    | Resultado | Equipo Visitante  |
| --------------- | --------- | ----------------- |
| Olmedo          | 2 - 1     | Emelec            |
| Barcelona       | 1 - 0     | El Nacional       |
| Deportivo Quito | 2 - 1     | Deportivo Azogues |

| Fecha 2           | Fecha 2   | Fecha 2          |
| Equipo Local      | Resultado | Equipo Visitante |
| ----------------- | --------- | ---------------- |
| Deportivo Azogues | 1 - 3     | Barcelona        |
| Emelec            | 1 - 0     | Deportivo Quito  |
| El Nacional       | 0 - 4     | Olmedo           |

| Fecha 3         | Fecha 3   | Fecha 3           |
| Equipo Local    | Resultado | Equipo Visitante  |
| --------------- | --------- | ----------------- |
| Barcelona       | 0 - 1     | Emelec            |
| El Nacional     | 1 - 0     | Deportivo Azogues |
| Deportivo Quito | 2 - 2     | Olmedo            |

| Fecha 4         | Fecha 4   | Fecha 4           |
| Equipo Local    | Resultado | Equipo Visitante  |
| --------------- | --------- | ----------------- |
| Olmedo          | 0 - 1     | Barcelona         |
| Emelec          | 0 - 1     | Deportivo Azogues |
| Deportivo Quito | 1 - 0     | El Nacional       |

| Fecha 5           | Fecha 5   | Fecha 5          |
| Equipo Local      | Resultado | Equipo Visitante |
| ----------------- | --------- | ---------------- |
| Barcelona         | 1 - 0     | Deportivo Quito  |
| El Nacional       | 1 - 0     | Emelec           |
| Deportivo Azogues | 0 - 2     | Olmedo           |

| Fecha 6         | Fecha 6   | Fecha 6           |
| Equipo Local    | Resultado | Equipo Visitante  |
| --------------- | --------- | ----------------- |
| Olmedo          | 3 - 2     | Deportivo Azogues |
| Deportivo Quito | 0 - 0     | Barcelona         |
| Emelec          | 1 - 0     | El Nacional       |

| Fecha 7           | Fecha 7   | Fecha 7          |
| Equipo Local      | Resultado | Equipo Visitante |
| ----------------- | --------- | ---------------- |
| Barcelona         | 1 - 0     | Olmedo           |
| Deportivo Azogues | 1 - 2     | Emelec           |
| El Nacional       | 2 - 1     | Deportivo Quito  |

| Fecha 8           | Fecha 8   | Fecha 8          |
| Equipo Local      | Resultado | Equipo Visitante |
| ----------------- | --------- | ---------------- |
| Emelec            | 0 - 3     | Barcelona        |
| Deportivo Azogues | 1 - 1     | El Nacional      |
| Olmedo            | 0 - 1     | Deportivo Quito  |

| Fecha 9         | Fecha 9   | Fecha 9           |
| Equipo Local    | Resultado | Equipo Visitante  |
| --------------- | --------- | ----------------- |
| Barcelona       | 2 - 0     | Deportivo Azogues |
| Deportivo Quito | 6 - 0     | Emelec            |
| Olmedo          | 1 - 0     | El Nacional       |

| Fecha 10          | Fecha 10  | Fecha 10         |
| Equipo Local      | Resultado | Equipo Visitante |
| ----------------- | --------- | ---------------- |
| Emelec            | 1 - 1     | Olmedo           |
| El Nacional       | 2 - 1     | Barcelona        |
| Deportivo Azogues | 0 - 1     | Deportivo Quito  |

### Clasificación Grupo B
| Equipo | Equipo                | Pts | PJ | PG | PE | PP | GF | GC | Dif | Bonif. |
| ------ | --------------------- | --- | -- | -- | -- | -- | -- | -- | --- | ------ |
| 1.º    | Macará                | 18  | 10 | 5  | 3  | 2  | 17 | 13 | +4  | 1      |
| 2.º    | Liga de Quito         | 16  | 10 | 4  | 4  | 2  | 12 | 10 | +2  | 0      |
| 3.º    | Técnico Universitario | 15  | 10 | 3  | 6  | 1  | 10 | 9  | +1  | 0      |
| 4.º    | Universidad Católica  | 12  | 10 | 3  | 3  | 4  | 14 | 16 | -2  | 0      |
| 5.º    | Deportivo Cuenca      | 10  | 10 | 2  | 4  | 4  | 12 | 13 | -1  | 0      |
| 6.º    | Espoli                | 8   | 10 | 2  | 2  | 6  | 7  | 11 | -4  | 0      |

### Partidos
| Fecha 1              | Fecha 1   | Fecha 1               |
| Equipo Local         | Resultado | Equipo Visitante      |
| -------------------- | --------- | --------------------- |
| Macará               | 1 - 0     | Deportivo Cuenca      |
| Universidad Católica | 3 - 0     | Liga de Quito         |
| Espoli               | 1 - 2     | Técnico Universitario |

| Fecha 2               | Fecha 2   | Fecha 2              |
| Equipo Local          | Resultado | Equipo Visitante     |
| --------------------- | --------- | -------------------- |
| Técnico Universitario | 2 - 2     | Universidad Católica |
| Deportivo Cuenca      | 1 - 1     | Espoli               |
| Liga de Quito         | 2 - 2     | Macará               |

| Fecha 3              | Fecha 3   | Fecha 3               |
| Equipo Local         | Resultado | Equipo Visitante      |
| -------------------- | --------- | --------------------- |
| Macará               | 1 - 1     | Técnico Universitario |
| Universidad Católica | 0 - 1     | Espoli                |
| Deportivo Cuenca     | 0 - 0     | Liga de Quito         |

| Fecha 4               | Fecha 4   | Fecha 4          |
| Equipo Local          | Resultado | Equipo Visitante |
| --------------------- | --------- | ---------------- |
| Técnico Universitario | 2 - 1     | Deportivo Cuenca |
| Espoli                | 0 - 1     | Liga de Quito    |
| Universidad Católica  | 1 - 2     | Macará           |

| Fecha 5          | Fecha 5   | Fecha 5               |
| Equipo Local     | Resultado | Equipo Visitante      |
| ---------------- | --------- | --------------------- |
| Macará           | 2 - 3     | Espoli                |
| Liga de Quito    | 0 - 0     | Técnico Universitario |
| Deportivo Cuenca | 2 - 2     | Universidad Católica  |

| Fecha 6               | Fecha 6   | Fecha 6          |
| Equipo Local          | Resultado | Equipo Visitante |
| --------------------- | --------- | ---------------- |
| Espoli                | 0 - 1     | Macará           |
| Técnico Universitario | 1 - 1     | Liga de Quito    |
| Universidad Católica  | 2 - 1     | Deportivo Cuenca |

| Fecha 7          | Fecha 7   | Fecha 7               |
| Equipo Local     | Resultado | Equipo Visitante      |
| ---------------- | --------- | --------------------- |
| Deportivo Cuenca | 2 - 0     | Técnico Universitario |
| Liga de Quito    | 2 - 1     | Espoli                |
| Macará           | 3 - 2     | Universidad Católica  |

| Fecha 8               | Fecha 8   | Fecha 8              |
| Equipo Local          | Resultado | Equipo Visitante     |
| --------------------- | --------- | -------------------- |
| Técnico Universitario | 0 - 0     | Macará               |
| Espoli                | 0 - 1     | Universidad Católica |
| Liga de Quito         | 2 - 1     | Deportivo Cuenca     |

| Fecha 9              | Fecha 9   | Fecha 9               |
| Equipo Local         | Resultado | Equipo Visitante      |
| -------------------- | --------- | --------------------- |
| Universidad Católica | 1 - 1     | Técnico Universitario |
| Espoli               | 0 - 0     | Deportivo Cuenca      |
| Macará               | 2 - 0     | Liga de Quito         |

| Fecha 10              | Fecha 10  | Fecha 10             |
| Equipo Local          | Resultado | Equipo Visitante     |
| --------------------- | --------- | -------------------- |
| Deportivo Cuenca      | 4 - 3     | Macará               |
| Liga de Quito         | 4 - 0     | Universidad Católica |
| Técnico Universitario | 1 - 0     | Espoli               |

## Tabla Acumulada
| Equipo | Equipo                | Pts | PJ | PG | PE | PP | GF | GC | Dif |
| ------ | --------------------- | --- | -- | -- | -- | -- | -- | -- | --- |
| 1.º    | Deportivo Quito       | 62  | 32 | 18 | 8  | 6  | 53 | 25 | +28 |
| 2.º    | Barcelona             | 57  | 32 | 16 | 9  | 7  | 47 | 31 | +16 |
| 3.º    | Liga de Quito         | 54  | 32 | 15 | 9  | 8  | 48 | 32 | +16 |
| 4.º    | El Nacional           | 50  | 32 | 14 | 8  | 10 | 37 | 32 | +5  |
| 5.º    | Macará                | 48  | 32 | 13 | 9  | 10 | 35 | 32 | +3  |
| 6.º    | Deportivo Cuenca      | 47  | 32 | 12 | 11 | 9  | 38 | 29 | +9  |
| 7.º    | Emelec                | 42  | 32 | 11 | 9  | 12 | 30 | 43 | -13 |
| 8.º    | Espoli                | 39  | 32 | 11 | 6  | 15 | 38 | 40 | -2  |
| 9.º    | Técnico Universitario | 38  | 32 | 10 | 8  | 14 | 30 | 49 | -19 |
| 10.º   | Olmedo                | 35  | 32 | 8  | 11 | 13 | 30 | 36 | -6  |
| 11.º   | Universidad Católica  | 30  | 32 | 7  | 9  | 16 | 36 | 54 | -18 |
| 12.º   | Deportivo Azogues     | 21  | 32 | 4  | 9  | 19 | 29 | 48 | -19 |

## Liguilla Final
| Equipo | Equipo           | Pts | PJ | PG | PE | PP | GF | GC | Dif | Bonif. |
| ------ | ---------------- | --- | -- | -- | -- | -- | -- | -- | --- | ------ |
| 1.º    | Deportivo Quito  | 20  | 10 | 6  | 2  | 2  | 12 | 5  | +7  | +3     |
| 2.º    | Liga de Quito    | 18  | 10 | 5  | 1  | 4  | 15 | 14 | +1  | +2     |
| 3.º    | Deportivo Cuenca | 15  | 10 | 4  | 2  | 4  | 9  | 10 | -1  | +1     |
| 4.º    | El Nacional      | 14  | 10 | 3  | 5  | 2  | 10 | 9  | 1   | 0      |
| 5.º    | Barcelona        | 13  | 10 | 2  | 6  | 2  | 10 | 11 | -1  | +1     |
| 6.º    | Macará           | 5   | 10 | 0  | 4  | 6  | 12 | 19 | -7  | +1     |

### Partidos
| Fecha 1          | Fecha 1   | Fecha 1          |
| Equipo Local     | Resultado | Equipo Visitante |
| ---------------- | --------- | ---------------- |
| Deportivo Cuenca | 0 - 1     | Deportivo Quito  |
| El Nacional      | 0 - 0     | Barcelona        |
| Macará           | 0 - 1     | Liga de Quito    |

| Fecha 2         | Fecha 2   | Fecha 2          |
| Equipo Local    | Resultado | Equipo Visitante |
| --------------- | --------- | ---------------- |
| Barcelona       | 1 - 0     | Deportivo Cuenca |
| Liga de Quito   | 3 - 1     | El Nacional      |
| Deportivo Quito | 2 - 0     | Macará           |

| Fecha 3          | Fecha 3   | Fecha 3          |
| Equipo Local     | Resultado | Equipo Visitante |
| ---------------- | --------- | ---------------- |
| Liga de Quito    | 0 - 2     | Deportivo Quito  |
| Deportivo Cuenca | 1 - 1     | El Nacional      |
| Macará           | 1 - 1     | Barcelona        |

| Fecha 4          | Fecha 4   | Fecha 4          |
| Equipo Local     | Resultado | Equipo Visitante |
| ---------------- | --------- | ---------------- |
| Barcelona        | 2 - 1     | Liga de Quito    |
| El Nacional      | 1 - 0     | Deportivo Quito  |
| Deportivo Cuenca | 2 - 2     | Macará           |

| Fecha 5         | Fecha 5   | Fecha 5          |
| Equipo Local    | Resultado | Equipo Visitante |
| --------------- | --------- | ---------------- |
| Liga de Quito   | 1 - 2     | Deportivo Cuenca |
| Macará          | 0 - 1     | El Nacional      |
| Deportivo Quito | 1 - 1     | Barcelona        |

| Fecha 6          | Fecha 6   | Fecha 6          |
| Equipo Local     | Resultado | Equipo Visitante |
| ---------------- | --------- | ---------------- |
| Deportivo Cuenca | 0 - 2     | Liga de Quito    |
| El Nacional      | 2 - 2     | Macará           |
| Barcelona        | 1 - 1     | Deportivo Quito  |

| Fecha 7         | Fecha 7   | Fecha 7          |
| Equipo Local    | Resultado | Equipo Visitante |
| --------------- | --------- | ---------------- |
| Liga de Quito   | 2 - 1     | Barcelona        |
| Deportivo Quito | 1 - 0     | El Nacional      |
| Macará          | 1 - 2     | Deportivo Cuenca |

| Fecha 8         | Fecha 8   | Fecha 8          |
| Equipo Local    | Resultado | Equipo Visitante |
| --------------- | --------- | ---------------- |
| Deportivo Quito | 2 - 0     | Liga de Quito    |
| El Nacional     | 2 - 0     | Deportivo Cuenca |
| Barcelona       | 2 - 2     | Macará           |

| Fecha 9          | Fecha 9   | Fecha 9          |
| Equipo Local     | Resultado | Equipo Visitante |
| ---------------- | --------- | ---------------- |
| Deportivo Cuenca | 2 - 0     | Barcelona        |
| El Nacional      | 1 - 1     | Liga de Quito    |
| Macará           | 1 - 2     | Deportivo Quito  |

| Fecha 10        | Fecha 10  | Fecha 10         |
| Equipo Local    | Resultado | Equipo Visitante |
| --------------- | --------- | ---------------- |
| Deportivo Quito | 0 - 1     | Deportivo Cuenca |
| Barcelona       | 1 - 1     | El Nacional      |
| Liga de Quito   | 4 - 3     | Macará           |

|                                     |
|                                     |
| Campeón Deportivo Quito 3.er título |

## Goleadores
| Jugador         | Club            | Goles |
| --------------- | --------------- | ----- |
| Pablo Palacios  | Barcelona       | 20    |
| Martín Mandra   | Deportivo Quito | 17    |
| Claudio Bieler  | Liga de Quito   | 13    |
| David Quiroz    | Barcelona       | 11    |
| José Herrera    | Macará          | 11    |
| Carlos Quiñónez | El Nacional     | 10    |